# Eliáš z Nisibisu
Elijáš z Nisibisu (též Eliáš bar Šínájá; 11 února 975 – 18 července 1046) byl asyrský polyhistor, duchovní Církve Východu, který působil jako biskup města Beth Nuhadra (1002-1008) a arcibiskup Nisibisu (1008-1046). Dnes je nejznámější díky své Chronologii, která je důležitým pramenem dějin sásánovské Persie.

## Život

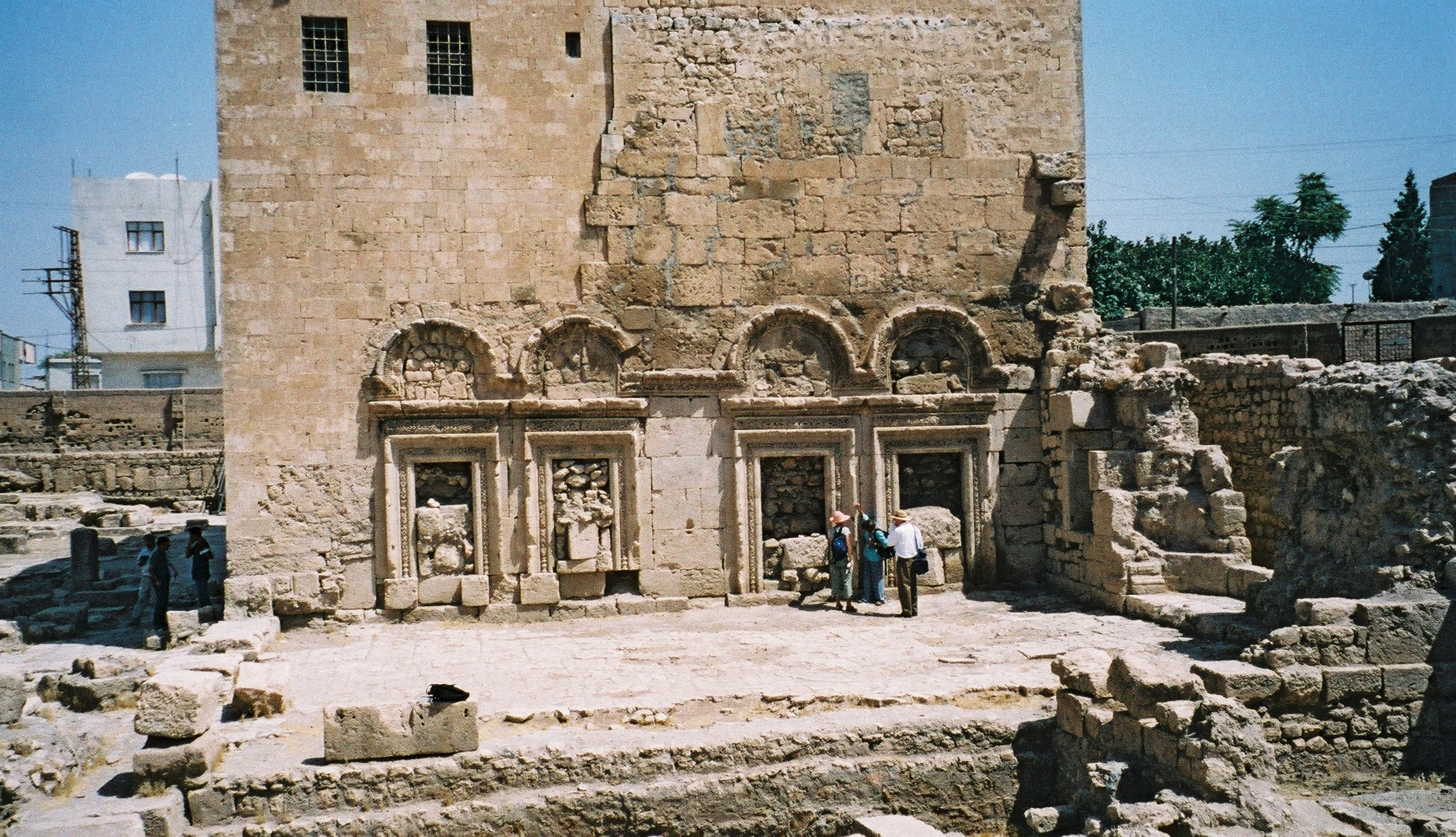
Trosky středověké katedrály sv. Jakuba v dnešním Nusaybinu vTurecku

Eliáš se narodil ve městě Šenna, jižně od soutoku Malého Zábu s Tigrisem (poblíž dnešního Al-Zab v Iráku); odtud jeho přízvisko bar Šínájá (šennský).
Eliáš studoval na různých místech severní Mezopotámie včetně Mosulu. V neděli 15. září 994 byl Eliáš v klášteře Mar Šemʿon vysvěcen na kněze Janem, arcibiskupem z Farsu a biskupem ze Šenny a v neděli 15. února 1002 byl pak vysvěcen na biskupa v Beth Nuhadra (dnešní Dohúk v Iráku) Janem, který se stal v roce 1000 patriarchou Církve Východu. Světitel získal svolení přímo od abbásovského guvernéra v Śírázu bez ohledu na obvyklé volební procedury.
V neděli 26. prosince 1008 Eliáš vystřídal Jahballáha jako arcibiskup Nisibisu (dnešní Nusaybin v Turecku).
Od 15. do 29. července 1026 Eliáš uskutečnil řadu návštěv – „Sedm setkání“ – u abbásovského vezíra al-Maghribího, aby prodiskutoval křesťanskou nauku a další témata. Další schůzky mezi nimi se konaly v prosinci 1026 a červnu 1027. Z jejich korespondence z následujícího roku se zachovaly tři dopisy – dva Eliášovy a jeden vezírův – ukazující jejich pokračující dobré vztahy.
Kromě dochovaných rukopisů Eliášových vlastních děl je dalším primárním zdrojem jeho příběhu Kniha věže Mariho ibn Sulaimana, kterou rozšířili a upravili Amr ibn Matta a Saliba ibn Juhanna.

## Dílo

### Chronologie
Eliáš je nejlépe známý pro svou Chronologii (latinsky Opus chronologicorum), která je důležitým zdrojem historie sásánovské Persie. Je rozdělena do dvou částí: kronika podle vzoru Eusebiových Církevních dějin a přehled kalendářů a kalendářních výpočtů. Mezi syrskými kronikami je výjimečná velkým množstvím civilní historie, kterou Eliáš zahrnul mezi církevní události. Kronika obsahuje samostatné seznamy dynastie Sásánovců (podle ztraceného díla Jakuba z Edessy ze 7. století) a patriarchů ze Seleucie (podle ztracené práce Anniana Alexandrijského z 5. století). Papežové a další patriarchové jsou zahrnuti do všeobecných letopisů, které začínají za vlády římského císaře Tiberia a končí rokem 1018. Jeho zpracování kalendářních systémů obsahuje tabulky pro výpočet syrského a perského nového roku a zahrnuje několik zoroastrijských kalendářů spolu s jejich svátky. Mnoho Eliášových zdrojů, které důkladně zdokumentoval, je nyní ztraceno a jeho vlastní dílo se zachovalo pouze v jediném rukopisu (British Library Add. MS 7197, úryvek se dochoval i v ruklopisu Königliche Bibliothek MS 102). Rukopis naštěstí je poměrně úplný, chybí jen čtyři stránky o letech 785–878 a jedna strana o letech 971–994. Rukopis je v syrštině, k většině odstavců v první sekci je i arabský překlad. Chronologie byla zřejmě posledním východosyrským textem, který byl napsán v syrštině.
Existují dvě vydání tohoto díla:
- Delaporte, L.-J., ed. (1910), La Chronographie d'Élie Bar-Šinaya, Métropolitain de Nisibe, Bibliothèque de l'École des Hautes Études, Vol. 181, Paris: Librairie Honoré Champion. (francouzsky)
- Brooks, E.W.; et al., eds. (1909–1910), Opus Chronologicum, Corpus Scriptorum Christianorum Orientalium: Scriptores Syri Textus, 3rd Ser., Vol. VII, Rome, Paris, &c.. (latinsky a syrsky)

### Kniha setkání
Eliášova Kniha setkání neboli Dialogy informuje o rozhovorech během jeho sedmi návštěv u abbásovského vezíra al-Maghríbího. Práce věnovaná „ctihodnému, věřícímu a staršímu bratrovi“ al-Kátibovi je zamýšlena jako literární apologetika i záznam událostí sedmi setkání s epilogem včetně imprimatur patriarchálního tajemníka. Kapitoly postupně pokrývají:
- Boží jednota a Trojice
- Ježíšovo vtělení, božská a lidská přirozenost
- Korán podporuje některé formy křesťanství jako monoteistického náboženství
- Logická i zázračná ospravedlnění různých křesťanských doktrín
- Eliášovo vlastní vyznání monoteismu
- Jazyk a úvahy o jeho významu v teologii
- Křesťanské pohledy na astrologii, islám a duši

Podle Eliášova vyprávění vezír požádal o setkání poté, co zažil zázračné vyléčení z rukou křesťanského mnicha, což ho přimělo přehodnotit své dřívější chápání křesťanské víry jako polyteistické a nesprávně učící o Bohu. To se zvláště připomínáno v jeho prohlášení o křesťanském monoteismu v trojici v 5. dialogu.
Úplné kritické vydání Knihy setkání spolu s korespondencí mezi Eliášem a vezírem vydal Nikolaj N. Seleznyov.

### Další práce
Eliáš napsal i další teologická a vědecká díla.
Napsal obranu nestorianismu proti islámu i dalším křesťanským denominacím a pojednání o syrském kanonickém právu, asketismu a etice. Jeho průvodce „racionálním zvládáním“ úzkosti je také věnován abbásidskému vezírovi, o kterém tvrdí, že si takovou knihu vyžádal během jejich společných setkání. Kniha obhajuje kultivaci obecné vděčnosti; popisuje léčbu úzkosti prostřednictvím náboženských ctností zbožnosti, vděčnosti, cudnosti, pokory, milosrdenství a pokání; a léčbu konkrétních úzkostí prostřednictvím filozofických ctností vyhledávat radu, chovat se dobře a být velkorysý, spravedlivý a odpouštějící.
Jeho „Dopis o jednotě Stvořitele a Trojici jeho hypotáz“ uvádí argumenty pro trojišní víru pro zvědavého islámského soudce. „Dopis o zásluhách cudnosti“ se pokouší vyvrátit argumenty Muʿtazilího al-Džáhize (zemřel 869) ve prospěch hédonismu, fyzického potěšení.
Eliáš také napsal syrskou gramatiku a syrsko-arabský slovník, Knihu tlumočníka. Protože standardní arabské písmo se ještě nevyvinulo, byly arabské části knihy napsány pomocí garšúní, přepisu arabštiny do syrské abecedy. Dílo bylo dále přeloženo do latiny a upraveno Thomasem Obicinim roku 1636 jako Thesaurus Arabico-Syro-Latinus. Edice těchto děl jsou:
- Elijah of Nisibis. A Treatise on Syriac Grammar. Redakce Gottheil Richard J.H.. Berlin: [s.n.], 1887..
- Elijah of Nisibis. Des Metropolitan Elias von Nisibis Buch vom Beweis der Wahrheit des Glaubens. Redakce Horst L.. [s.l.]: Gorgias Press, 2012. (Syriac Studies Library, No. 123)..

Kromě Eliášova významu pro perské dějiny a pro jeho uchování pasáží jinak ztracených starověkých a středověkých autorů se tento biskup v islámském světě proslavil svou pílí a širokými odbornými znalostmi křesťanské i islámské teologie, jazyka a literatury, filozofie, lékařství a matematiky.